# 白坂みあん
白坂 みあん（しらさか みあん、2000年6月9日 - ）は、日本の元AV女優。青森県出身。S1 NO.1 STYLEに所属していた。

## 略歴
2021年9月17日号のFRIDAYでヘアヌードを解禁。
10月21日、エスワンから現役国立大学生の新人気象予報士の肩書きでデビュー。
同年11月以降、Twitterのアカウントや事務所からプロフィールが消え、作品も2022年2月を最後に途絶えている。

## 出演作品

### アダルトDVD
2021年
- 新人NO.1STYLE 白坂みあんAVデビュー（10月21日、S1 NO.1 STYLE）
- 現役国立大学生の新人気象予報士がイッちゃった! 白坂みあん 快感 初・体・験めちゃイキ3本番（11月9日、S1 NO.1 STYLE）
- 交わる体液、濃密セックス 完全ノーカットスペシャル（12月14日、S1 NO.1 STYLE）

2022年
- 激イキ208回!痙攣3795回!鬼突き25900ピストン!新人気象予報士のスレンダーBODY エロス覚醒 はじめての大・痙・攣スペシャル 白坂みあん（1月11日、S1 NO.1 STYLE）
- 出張先で逆らう事のできない絶倫上司とまさかの相部屋に…（2月8日、S1 NO.1 STYLE）

### イメージDVD
- Mian white memories（2022年1月6日、REbecca）